# Kanth (Shahjahanpur)
Kanth es un pueblo y nagar Panchayat situado en el distrito de Shahjahanpur en el estado de Uttar Pradesh (India). Su población es de 27137 habitantes (2011). 

## Demografía
Según el censo de 2011 la población de Kanth era de 27137 habitantes, de los cuales 14395 eran hombres y 12742 eran mujeres. Kanth tiene una tasa media de alfabetización del 49,28%, inferior a la media estatal del 67,68%: la alfabetización masculina es del 56,45%, y la alfabetización femenina del 41,17%.